# Qeqqata
La municipalité de Qeqqata, en groenlandais Qeqqata Kommunia, est une municipalité groenlandaise qui occupe la côte ouest de l'ile. Son chef-lieu est Sisimiut, 2e ville la plus peuplée du Groenland.
Qeqqata signifie « centre » en groenlandais.

## Géographie

### Localisation
La municipalité de Qeqqata est limitrophe des municipalités de Sermersooq au sud et à l'est — bien que les villes et villages ainsi que le commerce soient essentiellement concentrés le long de la côte — et de Qaasuitsup au nord. Avec une superficie de 115 500 km2, Qeqqata est la deuxième plus petite municipalité du Groenland après Kujalleq.

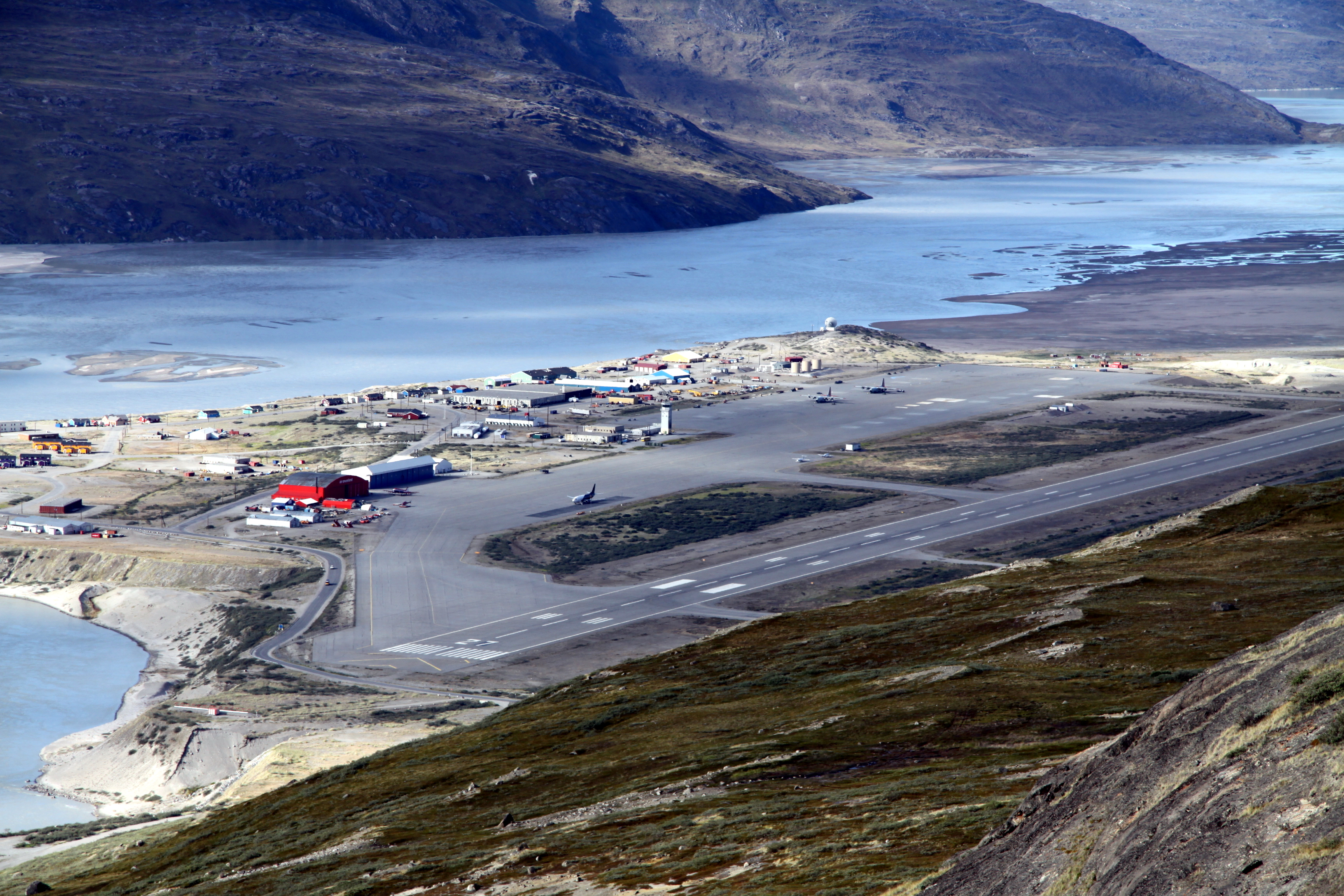
L'aéroport international de Kangerlussuaq, principal pôle aéroportuaire du Groenland.

### Hydrographie
Les eaux de la côte ouest sont celle du détroit de Davis, séparant le Groenland de l'ile de Baffin.

### Transports
La municipalité de Qeqqata est desservie par trois aéroports : Kangerlussuaq, Maniitsoq et Sisimiut, l'aéroport de Kangerlussuaq étant la plateforme de correspondance internationale du Groenland. Les autres localités sont desservies par des bateaux et des hélicoptères.

## Histoire
À la suite d'une réforme territoriale entrée en vigueur le 1er janvier 2009, qui a remplacé les anciens comtés et les anciennes municipalités, le Groenland est désormais divisé en quatre municipalités seulement : Kujalleq, Qaasuitsup, Qeqqata et Sermersooq, nombre porté à cinq en 2018, après la scission de Qaasuitsup en deux nouvelles communes : Avannaata et Qeqertalik. La municipalité de Qeqqata couvre les territoires des anciennes municipalités de Maniitsoq et Sisimiut, ainsi que l'ancienne zone non-incorporée de Kangerlussuaq.

## Politique et administration
La commune est dirigée par un conseil de quinze membres, élus pour un mandat de quatre ans. Les dernières élections ont eu lieu le 6 avril 2021.
| Période | Période  | Identité                | Étiquette | Qualité |
| ------- | -------- | ----------------------- | --------- | ------- |
| 2013    | 2017     | Hermann Berthelsen (en) | S         |         |
| 2017    | en cours | Malik Berthelsen (en)   | S         |         |

## Démographie
Qeqqata comptait 9 423 habitants au dernier recensement du 1er janvier 2016 — dont 5 539 à Sisimiut — ce qui en fait la 3e municipalité la plus peuplée du Groenland après Avannaata et devant Kujalleq.
| 2009  | 2010  | 2011  | 2012  | 2013  | 2014  | 2015  | 2016  | 2019  |
| ----- | ----- | ----- | ----- | ----- | ----- | ----- | ----- | ----- |
| 9 686 | 9 677 | 9 684 | 9 638 | 9 620 | 9 436 | 9 397 | 9 423 | 9 409 |